# برين إدلستين
برين ماريا إدلستين (بالإنجليزية: Brynne Edelsten)‏ (ني غوردون، ولدت في 29 يناير 1983) شخصية تلفزيونية أمريكية، اجتماعية وممثلة ومدربة لياقة بدنية سابقة.

## روابط خارجية
- الموقع الرسمي
- برين إدلستين على موقع IMDb (الإنجليزية)